# Círculo sagrado

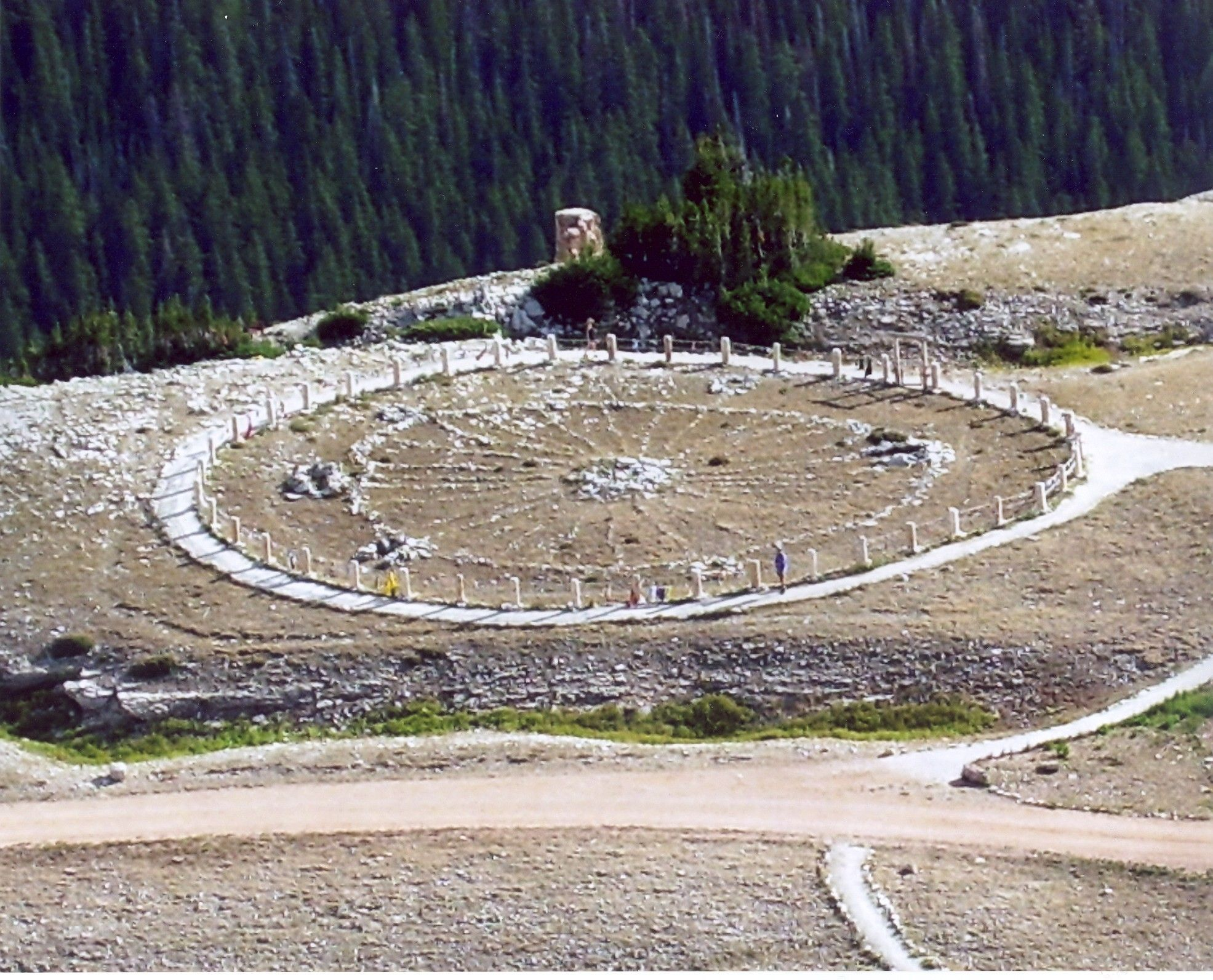
Medicine wheel en Big Horn, en las montañas Bighorn de Wyoming, oeste de Estados Unidos

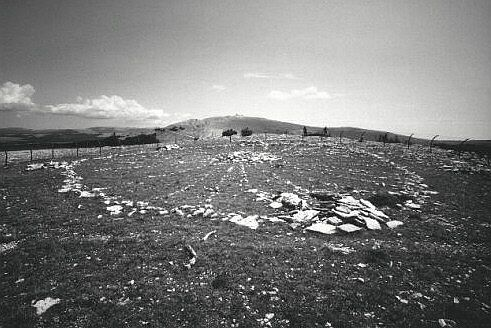
Otro círculo sagrado en las montañas Bighorn

Las círculos sagrados o círculos mágicos son construcciones compuestas de piedras colocadas siguiendo un patrón en particular: un centro de una o varias piedras con un círculo externo (a veces irregular) y líneas a manera de radios. Hay numerosos ejemplos de círculos sagrados de la tiempos prehistóricos.
Hoy día algunos son construidas por los indígenas de Norteamérica, donde reciben el nombre de Medicine Wheels o círculo de la vida. En los EE.UU se conservan al menos 135 casos prehistóricos, cuyos fines se conjetura que fueron astronómicos, rituales y "religiosos". El nombre de Medicine wheels (lit. ruedas medicinales) en los EE. UU. se debe a “haber sido construidas por los hombres-medicina (los chamanes)" y corresponden al periodo entre el 1700 y el 1200 a. C.
Su representación iconográfica se convirtió en un símbolo de la cultura indígena, la cual fue asimilada al misticismo Nueva era. 

## Historia
El círculo de la vida es parte del conocimiento tradicional de las culturas indígenas americanas. Existen diversas representaciones, porque cada nación tiene sus propios conceptos, relaciones y enseñanzas sobre la rueda medicinal. Es utilizado por muchos de ellos como símbolo de vida y salud.

## Simbólico

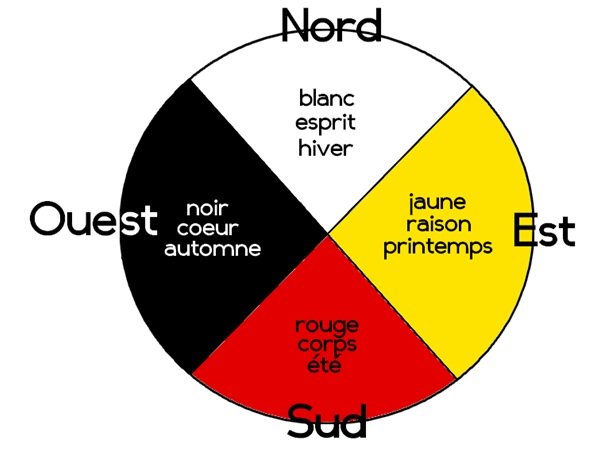
Interpretación de los símbolos del círculo de la vida

El círculo mágico es un símbolo cósmico: representa el orden del mundo, los puntos cardinales, el ritmo de las estaciones y puede indicar la ubicación de los solsticios cuando está fija. Este símbolo se encuentra en otras culturas indígenas, notablemente en Mesoamérica.
Las creencias vinculadas al círculo mágico siguen vivas entre las naciones indígenas de América del Norte (tradicionalmente conocidas como Isla Tortuga)[cita requerida] que la utilizan para rituales, curaciones y enseñanza. Es utilizado como solución a diversos problemas, porque le atribuyen el poder de restablecer el equilibrio físico, psíquico, emocional y espiritual, creando un vínculo y armonía entre el individuo y el cosmos, permitiendo darse cuenta de que los medios de la curación se encuentra tanto a tu alrededor como dentro de ti.[cita requerida]
Los pueblos indígenas de los Llanos dibujaban círculos de piedras de aproximadamente 30 metros de diámetro con 28 radios. Allí organizaban en secreto sus ritos, como la danza del Sol. Los estudiosos creen que se utilizaron para calcular el tiempo y determinar el solsticio de verano.

## Descripción
Existen numerosas variaciones del círculo mágico. Una mujer ojibwa que vive en la reserva de la Primera Nación Sagamok, describe la rueda medicinal.

“ El círculo de la vida se divide en cuatro partes iguales, cada una de las cuales representa una dirección diferente. A cada una de estas partes se le asocia un color. En el centro de este círculo está la Tierra, también llamada el todo o el gran Misterio. Cada dirección también está asociada con un aspecto de los humanos y con una estación.

El norte, el distrito alto, representa el espíritu, el invierno y va acompañado del color blanco.
La zona de la derecha, el este, de color amarillo, simboliza la razón y la primavera.
El sur, el distrito bajo, lleva el color rojo y representa el cuerpo y el verano.
El oeste, por su parte, tiene el color negro y está representado por el corazón y el otoño.
Hay una cuerda blanca que se origina en el centro del círculo y llega hasta la parte superior del mismo. Hay siete conchas en esta cuerda que simbolizan la eternidad, la sabiduría y el conocimiento, el amor y la confianza, la verdad y la honestidad, la humildad y la paciencia, el coraje y la valentía, así como el respeto, que son las lecciones de vida de los siete abuelos.

Además, hay otro hilo azul que parte del centro y que representa el cielo y un último que es verde y que evoca a la Madre Naturaleza. En el centro hay una pluma que encarna el aliento del creador. Esto simboliza la armonía entre los individuos y las muchas cosas de la creación”.

Estos cuatro colores también representan las cuatro razas del mundo. Los anishinaabe suelen sustituir el color negro por el marrón ya que representa la tierra, elemento que los indígenas deben proteger.
El círculo sagrado está mucho menos presente hoy que antes en la vida de los pueblos indígenas. Sin embargo, en los últimos quince o veinte años ha experimentado una pequeña recuperación con la valorización de la identidad indígena en América del Norte.[cita requerida] La rueda medicinal todavía está presente entre los ojibwa, los micmac y varios otros pueblos iroqués.[cita requerida]